# 克里斯蒂安·伊基塔
克里斯蒂安·伊基塔是哥伦比亚的一名足球运动员，他效力于卡利竞技俱乐部，是前哥伦比亚传奇守门员雷内·伊基塔的儿子。

## 俱乐部
伊基塔2009年在卡利竞技出道。

## 哥伦比亚
伊基塔被召来加入U20国家队，参加南美青年足球锦标赛。然而由于在这场竞赛之前受伤了，伊基塔只打了一场对抗智利的比赛，但是他还是被正式列入了球队名单中。哥伦比亚对后来赢得了这项赛事，伊基塔获得了银杯以表明他至少参加过一场比赛。这也让他得以有资格前往土耳其参加2013年FIFAU-20世界杯足球赛.